# 粟飯原氏光
粟飯原 氏光（あいはら うじみつ）は、鎌倉時代後期から南北朝時代にかけての武将。『千葉大系図』によれば、千葉胤宗の子で千葉貞胤の弟にあたる。官途名は下総守。

## 略歴
粟飯原氏は平常長の子孫である鴨根氏の末裔とされ、香取郡・海上郡に所領を持っていたが、粟飯原常光の代で断絶したために貞胤の弟の氏光が家督を継いだという。
始め鎌倉幕府9代将軍・守邦親王に仕えたが、のち足利方に与する。ただし、兄・貞胤は最初は南朝方にあったため、兄と共に従ったものなのか、それとも兄と別に行動していて早い時期に足利方に通じていたのかは不明である。千野原靖方は息子の粟飯原清胤が足利尊氏に重用されていることや『千葉大系図』に「元弘・建武以来随足利家」と書かれていることから、鎌倉幕府滅亡の段階で既に尊氏に従っていた可能性を指摘している。
足利尊氏の命を受け、建武5年/延元3年（1338年）後醍醐天皇の皇子恒良親王、成良親王兄弟を毒殺したとする説がある。